# التياترو (قاعة)
التِيَاتْرُو قاعة عروض مسرحية، تقع في فندق المشتل بمدينة تونس. تتسع القاعة لـ 250متفرجًا، ويبلغ عرض خشبتها 9 م وعمقها 8 م وارتفاعها 4 م.